# ラウラ・デルガード
ラウラ・デルガード（Laura Delgado、1990年4月7日 - ）は、スペインの女子ラグビーユニオン選手。

## プロフィール
- スペイン、ヘレス・デ・ラ・フロンテーラ出身[1]。
- ポジションはプロップ(PR)。
- 身長 172cm、体重 93kg
- 女子スペイン代表キャップは48（2025年7月現在）で女子ラグビーワールドカップ2017のスペイン代表に選ばれた[2]。

## 略歴
エクセター・チーフス・ウーマン、ホークスベイ、グロスター・ハートプリー、イヴェリアン・ヴァレンシアを経て、2024年、ハーレクインズ・ウーマンに加入。